# 常盤町 (横浜市)
常盤町（ときわちょう）は、神奈川県横浜市中区の町名。現行行政地名は常盤町。「字丁目」として1丁目から6丁目までが存在する。（住居表示は未実施。面積は0.042km²。

## 地理
横浜の関内地区に南東－北西に走る、南東への方向一方通行の市道（常盤町通）の両側に沿った約750mの細長い町域を持ち、南東が1丁目となる。南東はみなと大通をはさんで横浜公園に接し、北東は住吉町、南西は尾上町に挟まれる。各丁目の境には、1・2丁目境にベイスターズ通、2・3丁目境に関内桜通、3・4丁目境に関内大通、4・5丁目境に馬車道、5・6丁目境に博物館通が横切る。4丁目の馬車道には、横浜市営地下鉄ブルーライン関内駅の出入口がある。横浜中心部のビジネス街の一角にあり、オフィスや飲食店が多く、1丁目には横浜YMCAと東京電力パワーグリッド関内変電所がある。

## 歴史
太田町から港町にかけての各町と同様に1850年（嘉永3年）から1856年（安政3年）にかけて太田屋新田として開拓された土地で、1867年（慶応3年）に伊藤清十郎により埋め立てられ、街並みが形成された。1871年（明治4年）に現在の町名となる。町名は、謡曲『鉢木』から採られたが、「常磐」ではなく「常盤」と表記する。縁起を祝って付けられた、瑞祥地名である。同年、入船町通の一部を編入、字1～4丁目を置く。1873年、相生町から出火した火災で1・2丁目を焼失。同年の地区改正で5・6丁目を新設した。1890年には横浜共同電灯会社が1丁目に100キロワットの石炭火力発電所を開設し、700世帯に電力の供給を行った。1928年（昭和3年）に常盤町通を大岡川まで延伸した際に尾上町と境界を変更し、住吉町の一部を編入した。
2022年（令和4年）、神奈川県は常盤町1丁目から6丁目を県暴力団排除条例に基づき暴力団排除特別強化地域に指定。地域内では飲食店などの特定営業者と暴力団員との間でみかじめ料のやりとりや用心棒などの役務提供・依頼などが禁止され、違反者は金銭の支払いや役務を依頼した側であっても懲役1年以下または罰金50万円以下の罰則が科されることとなった。

## 世帯数と人口
2025年（令和7年）6月30日現在（横浜市発表）の世帯数と人口は以下の通りである。秘匿の地域は合算で表記する。
| 丁目               | 世帯数  | 人口  |
| ------------------ | ------- | ----- |
| 常盤町1丁目        | 0世帯   | 0人   |
| 常盤町2丁目        | 73世帯  | 84人  |
| 常盤町3丁目        | 20世帯  | 33人  |
| 常盤町4丁目・6丁目 | 11世帯  | 12人  |
| 常盤町5丁目        | 16世帯  | 18人  |
| 計                 | 120世帯 | 147人 |

### 人口の変遷
国勢調査による人口の推移。
| 年                 | 人口 |
| ------------------ | ---- |
| 1995年（平成7年）  | 133  |
| 2000年（平成12年） | 111  |
| 2005年（平成17年） | 142  |
| 2010年（平成22年） | 117  |
| 2015年（平成27年） | 59   |
| 2020年（令和2年）  | 155  |

### 世帯数の変遷
国勢調査による世帯数の推移。
| 年                 | 世帯数 |
| ------------------ | ------ |
| 1995年（平成7年）  | 78     |
| 2000年（平成12年） | 62     |
| 2005年（平成17年） | 98     |
| 2010年（平成22年） | 87     |
| 2015年（平成27年） | 45     |
| 2020年（令和2年）  | 130    |

## 学区
市立小・中学校に通う場合、学区は以下の通りとなる（2024年11月時点）。
| 丁目        | 番地 | 小学校             | 中学校                 |
| ----------- | ---- | ------------------ | ---------------------- |
| 常盤町1丁目 | 全域 | 横浜市立本町小学校 | 横浜市立横浜吉田中学校 |
| 常盤町2丁目 | 全域 | 横浜市立本町小学校 | 横浜市立横浜吉田中学校 |
| 常盤町3丁目 | 全域 | 横浜市立本町小学校 | 横浜市立横浜吉田中学校 |
| 常盤町4丁目 | 全域 | 横浜市立本町小学校 | 横浜市立横浜吉田中学校 |
| 常盤町5丁目 | 全域 | 横浜市立本町小学校 | 横浜市立横浜吉田中学校 |
| 常盤町6丁目 | 全域 | 横浜市立本町小学校 | 横浜市立横浜吉田中学校 |

## 事業所
2021年現在の経済センサス調査による事業所数と従業員数は以下の通りである。
| 丁目        | 事業所数  | 従業員数 |
| ----------- | --------- | -------- |
| 常盤町1丁目 | 75事業所  | 862人    |
| 常盤町2丁目 | 92事業所  | 579人    |
| 常盤町3丁目 | 128事業所 | 707人    |
| 常盤町4丁目 | 52事業所  | 915人    |
| 常盤町5丁目 | 49事業所  | 433人    |
| 常盤町6丁目 | 9事業所   | 47人     |
| 計          | 405事業所 | 3,543人  |

### 事業者数の変遷
経済センサスによる事業所数の推移。
| 年                 | 事業者数 |
| ------------------ | -------- |
| 2016年（平成28年） | 392      |
| 2021年（令和3年）  | 405      |

### 従業員数の変遷
経済センサスによる従業員数の推移。
| 年                 | 従業員数 |
| ------------------ | -------- |
| 2016年（平成28年） | 3,717    |
| 2021年（令和3年）  | 3,543    |

## その他

### 日本郵便
- 郵便番号：231-0014[3]（集配局：横浜港郵便局[21]）

### 警察
町内の警察の管轄区域は以下の通りである。
| 丁目        | 番・番地等 | 警察署       | 交番・駐在所 |
| ----------- | ---------- | ------------ | ------------ |
| 常盤町1丁目 | 全域       | 加賀町警察署 | 尾上町交番   |
| 常盤町2丁目 | 全域       | 加賀町警察署 | 尾上町交番   |
| 常盤町3丁目 | 全域       | 加賀町警察署 | 尾上町交番   |
| 常盤町4丁目 | 全域       | 加賀町警察署 | 尾上町交番   |
| 常盤町5丁目 | 全域       | 加賀町警察署 | 尾上町交番   |
| 常盤町6丁目 | 全域       | 加賀町警察署 | 尾上町交番   |